# Kostel Panny Marie Vítězné (Moravský Žižkov)
Kostel Panny Marie Vítězné v Moravském Žižkově je římskokatolický filiální kostel velkobílovické farnosti postavený v moderním slohu v roce 2002. Nachází se u křižovatky ve středu obce Moravský Žižkov v okrese Břeclav v Jihomoravském kraji.

## Historie

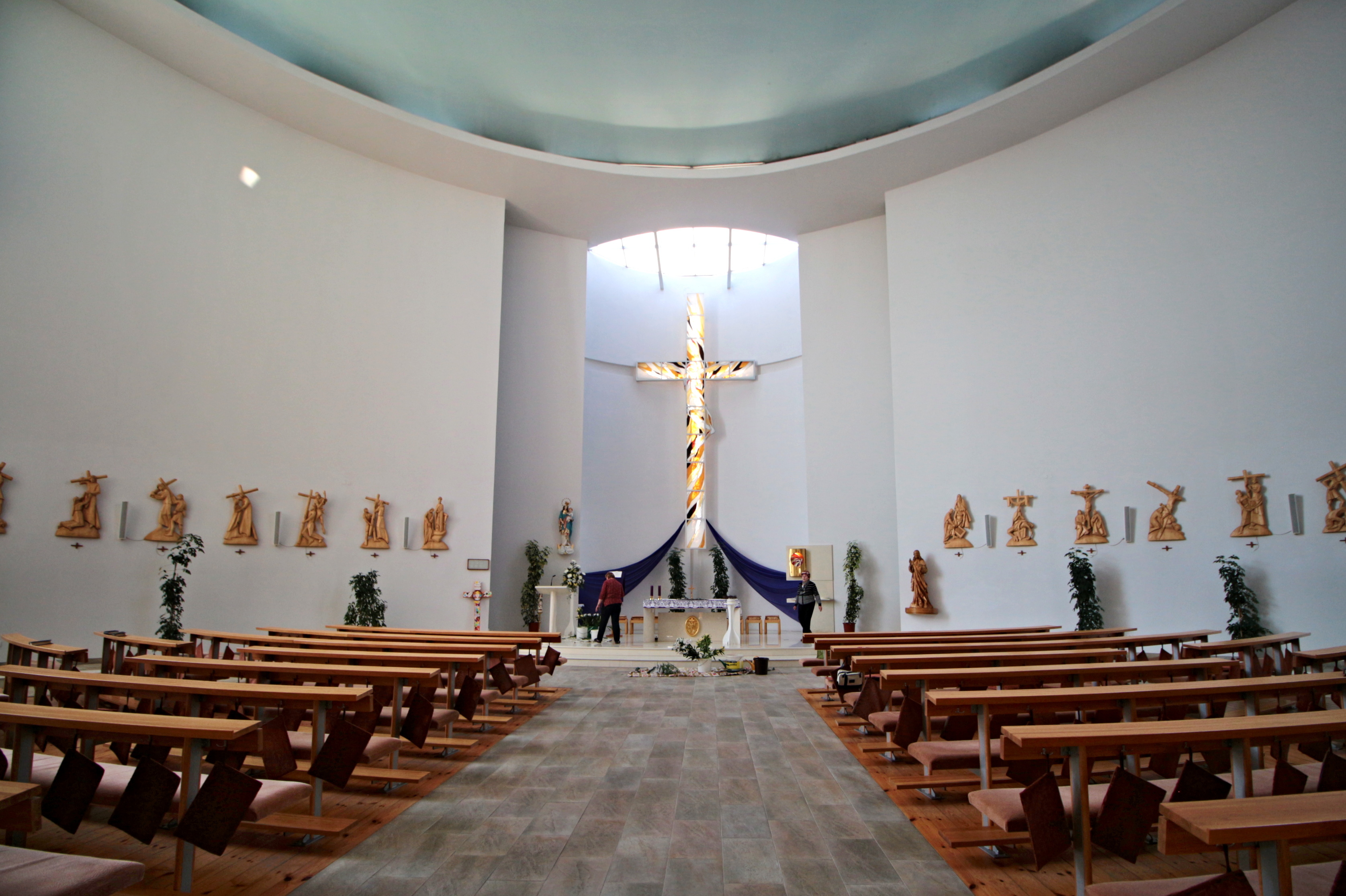
Interiér kostela s oltářem

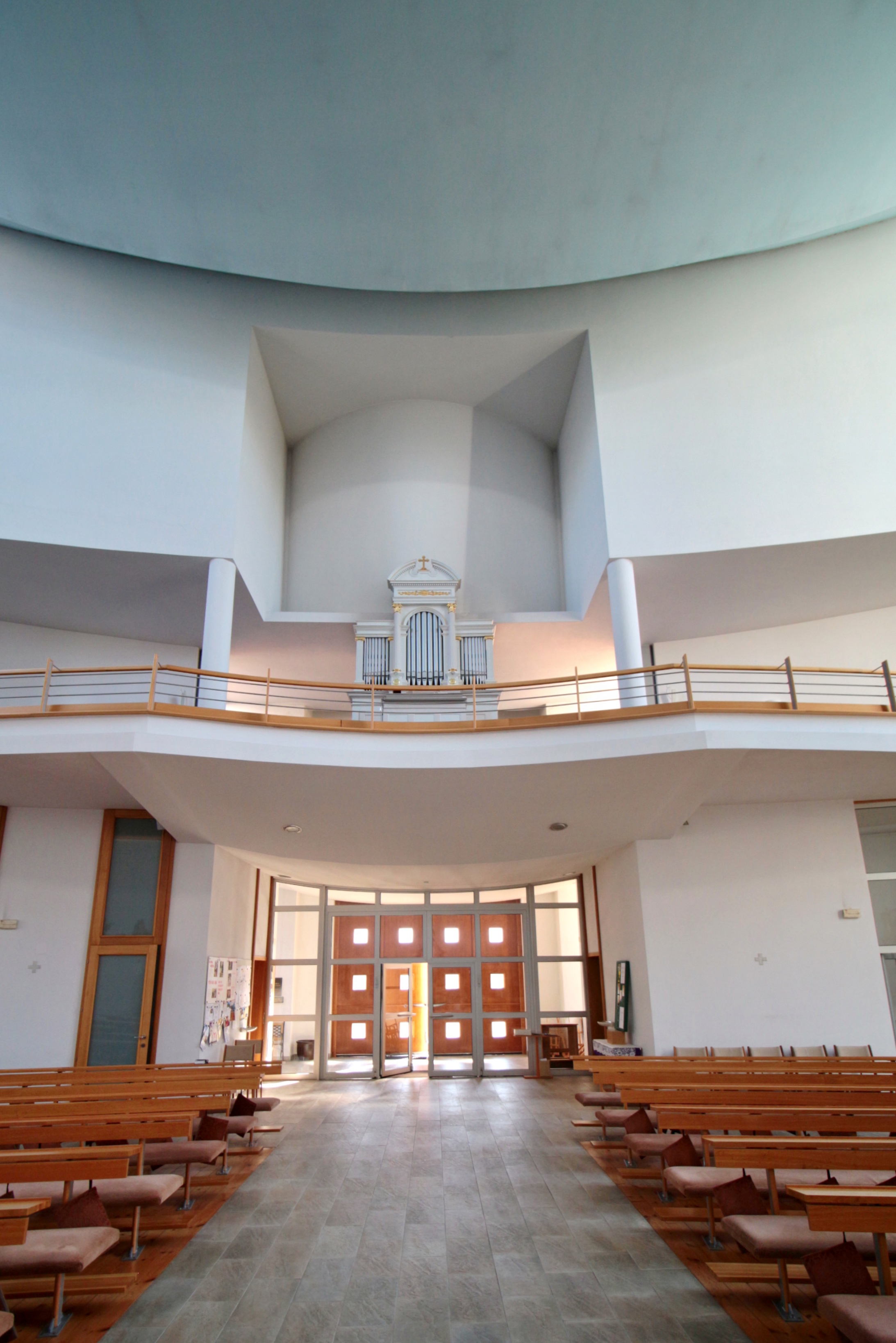
Interiér s kůrem a varhanami

Ačkoli místní obyvatelstvo o výstavbu vlastního kostela usilovalo již od roku 1875, svatostánku se dočkali až po roce 2000. Tomu však již předcházelo požehnání základního kamene rukou samotného papeže Jana Pavla II. při jeho návštěvě v Olomouci v roce 1997.
Na výstavbu chrámu přispěli především místní obyvatelé z vlastních zdrojů získaných ve sbírce a část prostředků poskytla obec, byla zahájena v roce 2000 a stavba byla dokončena o dva roky později. Vysvěcení jménem Panny Marie Vítězné proběhlo 17. srpna 2002.

## Popis
Stavba kostela, která tvoří zajímavou dominantu obce, vznikla v místě někdejšího obecního hřbitova. Stavbu tvoří vlastní kostelní loď a samostatně stojící věže se třemi zvony a s křížem na severovýchodní straně kostela v jedné přímce.
Hlavní průčelí kostela na jižní straně je bez oken. Nad jeho portálem s masivními dveřmi s reliéfem kříže byla v roce 2006 umístěna socha Panny Marie Vítězné. V zadní části kostela jsou okna od země až pod střechu, která zajišťují dostatek světla v interiéru.
Interiér je prostý až strohý vyvedený v bílé barvě jen s dřevěným provedením lavic, zábradlí na kůru s varhanami a křížem nad oltářem z barevného skla. Oltářní část pak osvěžují živé květiny.
Do kostela je bezbariérový přístup.